# Orlando Lucchi
Orlando Lucchi (Tenno, 6 dicembre 1921 – 5 giugno 1995) è stato un politico italiano.

## Biografia
Commerciante di libri, venne eletto alla Camera dei deputati con il Partito Socialista Democratico Italiano alle elezioni politiche del 1958. Un anno più tardi insieme ad altri parlamentari passò al Partito Socialista Italiano, con cui venne eletto poi al Senato alle seguenti elezioni del 1963. In seguito fu sottosegretario di Stato per i trasporti e l'aviazione civile nel Governo Moro I, II e III. Nel 1966 partecipò all'esperienza del PSI-PSDI Unificati, con cui venne rieletto in Senato alle elezioni politiche del 1968. Terminata l'esperienza unitaria tornò nel PSI, che rappresentò a Palazzo Madama fino al 1972.
Ebbe tre figli: Vittorio, Michele e Manuela. Morì il 5 giugno 1995, all'età di 73 anni. In suo onore è stata dedicata la scuola primaria di Tenno "Orlando Lucchi".